# Daniel Mesotitsch
Daniel Mesotitsch, né le 22 mai 1976 à Villach, est un biathlète autrichien, vainqueur de trois courses individuelles en Coupe du monde et deux fois médaillé olympique en relais.

## Biographie
Daniel Mesotitsch a débuté en tant que fondeur, mais un accident de la route en 1997 l'a empêché de s'entraîner. Il a donc commencé à faire du tir et s'est reconverti dans le biathlon. En 2002, lors de sa deuxième saison au niveau international, il remporte sa première course en Coupe du monde à Antholz, un individuel. Huit ans plus tard jour pour jour, il gagne la poursuite au même endroit. Le mois suivant, il est médaillé d'argent du relais aux Jeux olympiques de Vancouver en compagnie de Dominik Landertinger, Simon Eder et Christoph Sumann où il est également cinquième de la mass-start et neuvième de l'individuel. Cela se traduit par son meilleur classement en Coupe du monde avec le douzième rang final et le deuxième à l'individuel.
Lors de la saison 2010-2011, il ajoute un troisième et dernier succès en Coupe du monde à sa collection en gagnant la poursuite de Pokljuka.
Aux Jeux olympiques d'hiver de 2014, il remporte à nouveau la médaille d'argent du relais avec la même équipe qu'en 2010.
Aux Championnats du monde, il gagne trois médailles en relais : deux de bronze en 2005 et 2017 et une d'argent en 2009.
Il prend sa retraite sportive après une dernière participation aux Championnats d'Autriche en 2019 à 42 ans.
Son frère Martin est aussi un biathlète de haut niveau.

## Palmarès

### Jeux olympiques
| Épreuve / Édition                   | Individuel | Sprint | Poursuite | Départ en masse | Relais                             | Relais mixte                     |
| Jeux olympiques 2002 Salt Lake City | 64e        | —      | —         | —               | —                                  | Épreuve inexistante à cette date |
| Jeux olympiques 2006 Turin          | 59e        | —      | —         | —               | 17e                                | Épreuve inexistante à cette date |
| Jeux olympiques 2010 Vancouver      | 8e         | 44e    | 40e       | 4e              | Médaille d'argent, Jeux olympiques | Épreuve inexistante à cette date |
| Jeux olympiques 2014 Sotchi         | 39e        | 38e    | 37e       | —               | Médaille d'argent, Jeux olympiques | 8e                               |

Légende :
- : épreuve inexistante ou non olympique.

### Championnats du monde
| Mondiaux \ Épreuve   | Individuel        | Sprint            | Poursuite         | Départ en masse | Relais                    | Relais mixte                     |
| 2001 Pokljuka        | —                 | —                 | —                 | —               | 8e                        | Épreuve inexistante à cette date |
| 2002 Oslo            | JO Salt Lake City | JO Salt Lake City | JO Salt Lake City | 5e              | JO Salt Lake City         | Épreuve inexistante à cette date |
| 2003 Khanty-Mansiïsk | 12e               | —                 | —                 | —               | 8e                        | Épreuve inexistante à cette date |
| 2004 Oberhof         | 56e               | 56e               | DNS               | —               | 9e                        | Épreuve inexistante à cette date |
| 2005 Hochfilzen      | 29e               | 40e               | DNS               | —               | Médaille de bronze, monde | —                                |
| 2007 Anterselva      | 12e               | 26e               | 35e               | 29e             | 6e                        | —                                |
| 2008 Östersund       | 60e               | 49e               | 31e               | —               | 4e                        | —                                |
| 2009 Pyeongchang     | 20e               | 29e               | 24e               | 25e             | Médaille d'argent, monde  | —                                |
| 2011 Khanty-Mansiïsk | 49e               | 37e               | 25e               | —               | 8e                        | —                                |
| 2012 Ruhpolding      | 13e               | 4e                | 4e                | 13e             | 5e                        | —                                |
| 2013 Nové Město      | 45e               | 32e               | 26e               | —               | 4e                        | —                                |
| 2015 Kontiolahti     | 54e               | 41e               | 26e               | —               | 5e                        | —                                |
| 2017 Hochfilzen      | 15e               | 50e               | 50e               | —               | Médaille de bronze, monde | —                                |

Légende :
- : deuxième place, médaille d'argent.
- : troisième place, médaille de bronze.
- — : pas de participation à l'épreuve.
- DNS : non partant.
- : épreuve inexistante.

### Coupe du monde
- Meilleur classement général : 11e en 2010.
- 7 podiums individuels : 3 victoires, 1 deuxième place et 3 troisièmes places.
- 23 podiums en relais : 5 victoires, 8 deuxièmes places et 10 troisièmes places.

#### Classements en Coupe du monde
| Saison    | Classement général final | Individuel | Sprint | Poursuite | Mass start |
| 2000-2001 | 70e                      | 46e        | 67e    | nc        |            |
| 2001-2002 | 22e                      | 9e         | 35e    | 20e       | 23e        |
| 2002-2003 | 29e                      | 16e        | 52e    | 30e       | 16e        |
| 2003-2004 | 33e                      | 33e        | 35e    | 33e       | 24e        |
| 2004-2005 | 28e                      | 21e        | 33e    | 35e       | 24e        |
| 2005-2006 | 44e                      | 15e        | 39e    | nc        | 47e        |
| 2006-2007 | 33e                      | 27e        | 68e    | 27e       | 23e        |
| 2007-2008 | 26e                      | 58e        | 27e    | 28e       | 23e        |
| 2008-2009 | 14e                      | 7e         | 13e    | 18e       | 13e        |
| 2009-2010 | 11e                      | 2e         | 25e    | 11e       | 12e        |
| 2010-2011 | 26e                      | 6e         | 40e    | 34e       | 19e        |
| 2011-2012 | 21e                      | 6e         | 24e    | 28e       | 18e        |
| 2012-2013 | 31e                      | 68e        | 28e    | 23e       | 32e        |
| 2013-2014 | 32e                      | 12e        | 31e    | 35e       |            |
| 2014-2015 | 37e                      | nc         | 40e    | 28e       |            |
| 2015-2016 | 73e                      | 36e        | 84e    | nc        |            |
| 2016-2017 | 34e                      | 25e        | 34e    | 39e       | 42e        |
| 2017-2018 | 88e                      | nc         | 75e    | nc        |            |

#### Détail des victoires
| Saison / Épreuve | Sprint | Poursuite | Individuel | Mass start | Total |
| 2001-2002        |        |           | Antholz    |            | 1     |
|                  |        |           |            |            | 0     |
| 2009-2010        |        | Antholz   |            |            | 1     |
| 2010-2011        |        |           | Pokljuka   |            | 1     |
| Total            | 0      | 1         | 2          | 0          | 3     |

### IBU Cup
- 4 podiums.